# G.S.M. Cars
G.S.M. Cars Ltd. war ein britischer Hersteller von Automobilen.

## Unternehmensgeschichte
Willie Meissner und Bob van Niekerk, die bereits 1958 in Kapstadt Glass Sports Motor gegründet hatten, gründeten 1960 das Unternehmen. Standort war an der London Road in West Malling. Die Produktion von Automobilen und Kits begann. Der Markenname lautete GSM. Im Oktober 1961 endete die Produktion. Insgesamt entstanden etwa 50 Fahrzeuge oder 76 Fahrzeuge in England.

## Fahrzeuge
Erstes Modell war der Delta, der 1960 erschien und bis 1961 lieferbar war. Dies war ein Coupé. Ein Vierzylindermotor von Ford of Britain trieb die Fahrzeuge an. Hiervon entstanden 35 Exemplare. 1961 ergänzte der Delta Fastback mit Schrägheck das Sortiment. Von diesem Modell wurden 15 Stück produziert.